# 6'eren
6'eren (sv. "sexan") är en dansk TV-kanal. Kanalen beskriver sig själv som "en kanal för män". Kanalens enda flaggskepp är engelsk fotboll (Premier League och FA-cupen) och (tillsammans med danska Canal 9) en del spansk fotboll (Primera Division). Det övriga utbudet består nästan uteslutande av importerade program från amerikansk TV, exempelvis America's Funniest Home Videos. Egenproducerade program förekommer ej. Kanalen är fullt kommersiell, och med detta menas att programmen bryts för reklam.
6'eren finns i SD- och HD-format. SD-kanalen ingår i kanalutbudet på Boxer Danmarks kontantkort. Vintern 2012 lade Boxer Danmark in en klausul i sina användarvillkor för kontantkort, i vilken stipuleras att kortet inte får användas utomlands.

## Sändningsteknik
- 6'eren:  DVB-T, MPEG4 och Viaaccess kryptering via Boxer Danmark
- 6'eren HD: DVB-T2, MPEG4 och Viaaccess kryptering via Boxer Danmark